# Кристал, Дэвид
Дэ́вид Кри́стал (англ. David Crystal, род. 6 июля 1941 года) — британский филолог, языковед-англист.
Офицер ордена Британской империи.
Член Британской академии и Учёного общества Уэльса.

## Биография
Родился в Лисберне (Северная Ирландия) в 1941 году. Рос в Холихеде в Северном Уэльсе и английском Ливерпуле, в пригороде которого он учился в колледже Святой Марии с 1951 года.
Изучал английский язык в Университетском колледже Лондона с 1959 по 1962 года. Под руководством Рэндольфа Квирка с 1962 по 1963 года принимал участие в исследовании современного состояния английского языка.
Читал лекции в Бангорском университете и Университете Рединга. В 1975 году стал профессором. Почётный профессор лингвистики Бангорского университета.
Дэвид Кристалл живет в Холихеде с женой. У него четверо взрослых детей. Его сын Бен Кристал является автором нескольких книг, а также соавтором своего отца. После ухода на пенсию Кристал работает как писатель, издатель и консультант.

## Вклад
Участвовал в проекте Survey of English Usage — первый проект в европейской практике, где использовались языковые корпуса.
Его научные интересы включали в себя изучение английского языка и обучение английскому языку, а также изучение латыни и лексикографии. Особое внимание он уделял изучению трудов зарубежных и английских лингвистов. Является членом Международной ассоциации преподавателей английского языка как иностранного.
(англ. IATEFL) и заслуженным вице-президентом сообщества для издателей и читателей (англ. Chartered Institute of Editing and Proofreading, CIEP).
В своих работах Кристал выдвигает гипотезу, что различия между разновидностями английского языка в мировом масштабе будут одновременно нивелироваться и углубляться, в силу чего взаимопонимаемость локальных разновидностей английского постепенно будет уменьшаться. Так он пришел к заключению о необходимости создания того, что он называет мировым стандартным разговорным английским языком.
В его книге 2004 года содержатся рассказы об английском языке, общая история английского языка, где он описывает величину, которую видит в лингвистическом разнообразии в сочетании с разновидностями английского языка, которые принято считать «нестандартным английским языком».
Помимо научных трудов Кристал пишет в том числе стихи, пьесы и биографии.
С 2001 по 2006 года Кристалл занимался проблемами Интернета. До сих пор Кристал пишет, а также содействует телевизионным и радиопередачам. На сайт BBC выкладываются его интервью. В 2008 году его книга Txtng: Gr8 Db8 была издана, в ней мысль Дэвида Кристала сфокусирована на литературном языке и влиянии его на общество. В 2009 году издательство опубликовал его автобиографию Just a Phrase I’m Going Through: My Life in Language, которая была опубликована одновременно на трёх DVD-дисках.
Он так же разработал поисковый механизм, функционирующий на принципах, отличных от тех, которые используют сегодняшние гиганты . В алгоритме его поисковой системы семантический механизм  опирается не на статистику, а на смысловые отношения между словами и на взаимодействие слов и контекста, в котором они появились.

## Признание
- Один из главных издателей кембриджских учебников для студентов.
- Орден Британской империи (1995 год).
- Член Британской академии (2005 год).
- Основатель Научного сообщества Уэльса и также член Университета лингвистов.

## Основные работы
1. Английский язык как глобальный. М. Весь мир, 2001. ISBN 5-7777-0114-0 (оригинал: English as a global language, Cambridge University Press, 1997, second edition 2003)
2. The Cambridge Encyclopedia of Language (1987, 1997, 2010)
3. The Cambridge Encyclopedia of the English Language (1995, 2003)
4. The Cambridge Biographical Dictionary (2003)
5. The Cambridge Factfinder (2003)
6. The Cambridge Encyclopedia (2003)
7. The New Penguin Encyclopedia (2003)
8. By Hook by Crook (A Journey in Search of English)